# Vier Männer auf Bojen

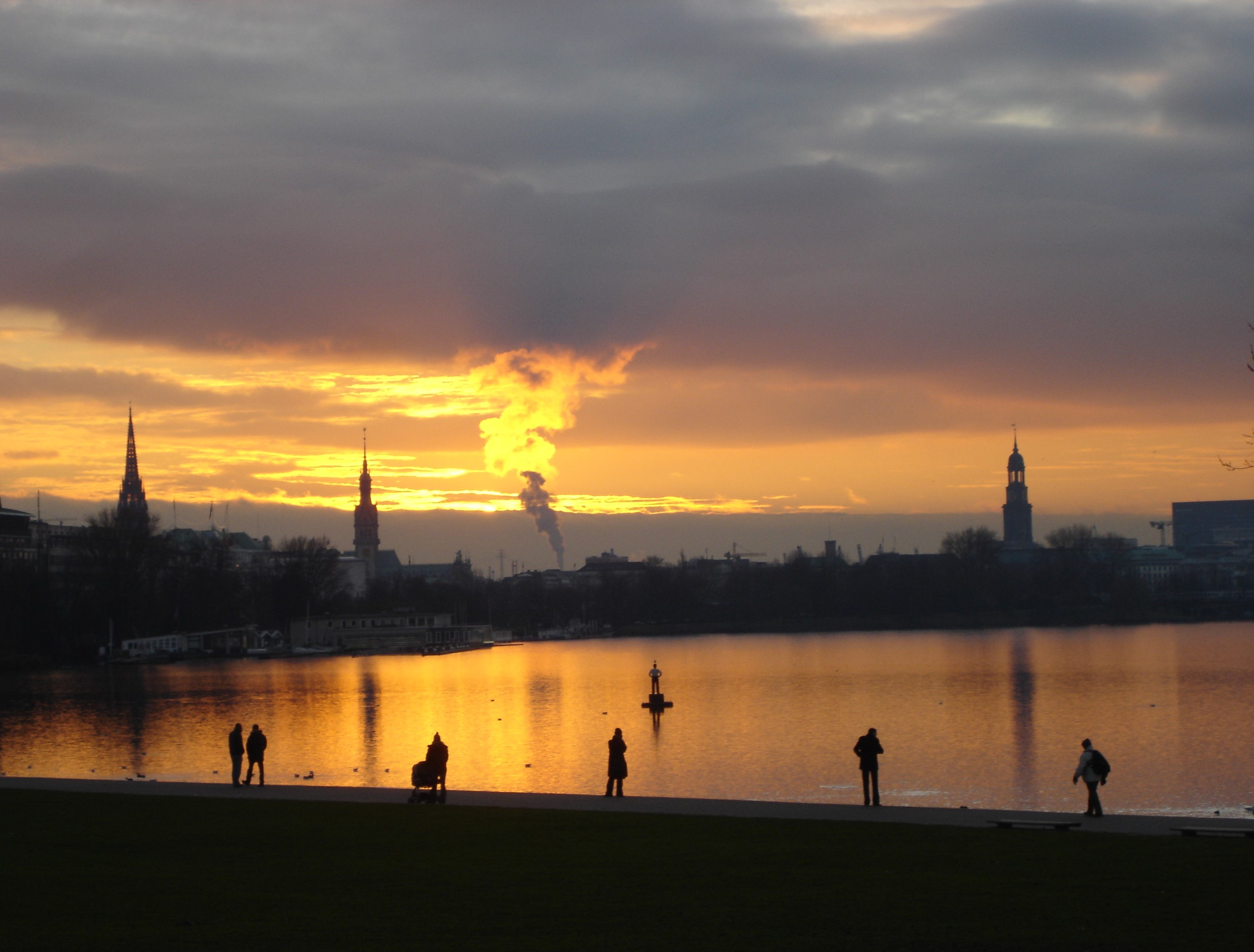
Mann auf der Boje auf der Alster, Dezember 2008. Foto: Thomas Schröder

Vier Männer auf Bojen ist der Name eines Kunstwerks des Bildhauers Stephan Balkenhol. Es besteht aus vier einzelnen, sich ähnelnden Skulpturen, die auf verschiedenen Gewässern Hamburgs vom Frühjahr bis zum Spätherbst frei zu betrachten sind. Im Winter werden die Bojenmänner an Land von gegebenen Schäden befreit.   

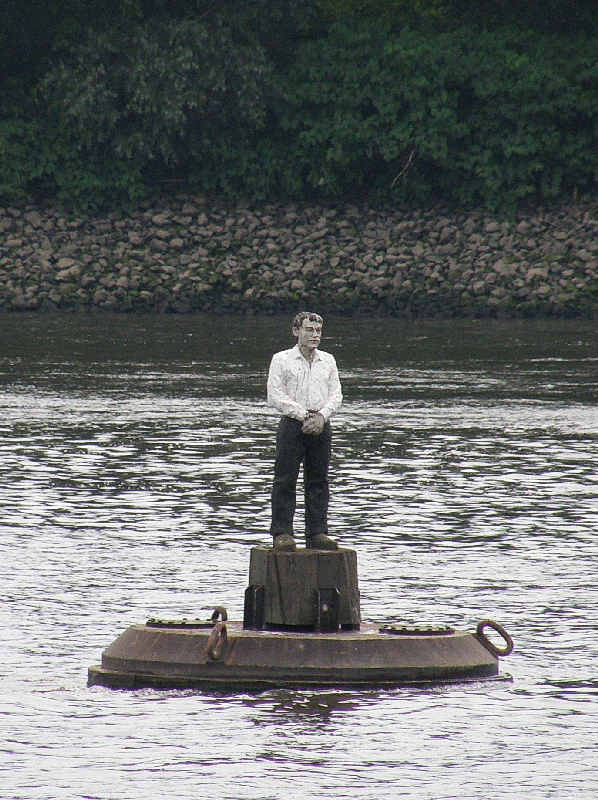
Bojenmann am Finkenrieker Hauptdeich

## Materielle Beschaffenheit und Erscheinungsbild
Ursprünglich bestanden die Bojenmänner aus  grob behauenem, farbig bemalten Eichenholz. Um sie besser vor den Einflüssen des Wetters zu schützen, wurden die Holzfiguren 2020/21 durch Figuren aus Aluminiumguss ausgetauscht. Die Bojenmänner sind fest mit dem Sockel verbunden und weisen eine Höhe von 2,40 Meter auf. Das Gewicht jedes einzelnen Bojenmanns beläuft sich auf neun Tonnen. Die Skulpturen sind auf Flachwassertonnen montiert. 
Die stehenden Bojenmänner tragen schwarze Hosen und weiße Hemden. Ihren Gesichtern ist keine Gefühlsregung abzulesen.

## Standorte
Die Bojenmänner sind seit 1993 an vier Orten in Hamburg zu betrachten:
- Hamburg-Othmarschen, Elbe bei Övelgönne ⊙
- Hamburg-Bergedorf, Serrahn (Teil des Bergedorfer Hafens bzw. der Bille) ⊙
- Hamburg-Hohenfelde, Außenalster nahe der Gurlitt-Insel ⊙
- Hamburg-Wilhelmsburg, Süderelbe, östlich der Europabrücke am Finkenrieker Hauptdeich ⊙